# Ekspektatywa
Ekspektatywa (śrdw. łac. exspectativa, expectativa z łac. expectare „wypatrywać; oczekiwać”) „oczekiwanie prawne” (wierzytelność przyszła) – sytuacja, w której niektóre wymogi prawne dotyczące powstania wierzytelności lub innego prawa podmiotowego zostały częściowo spełnione. Warunkami tymi mogą być m.in.:
- wykonanie pewnych czynności przez osoby trzecie,
- upłynięcie terminu przewidzianego prawem,
- wystąpienie wypadku ubezpieczeniowego.

O ekspektatywie odrębnej własności lokalu wspomina ustawodawca w art. 19 ust. 1 Ustawy o spółdzielniach mieszkaniowych. Ekspektatywa odrębnej własności lokalu jest roszczeniem o ustanowienie przez spółdzielnię odrębnej własności lokalu na rzecz osoby, z którą spółdzielnia zawarła umowę o budowę lokalu (o której mowa w art. 18 ust. 1 Ustawy o spółdzielniach mieszkaniowych). Roszczenie to powstaje z chwilą zawarcia umowy o budowę lokalu. Ekspektatywa odrębnej własności lokalu podlega też egzekucji, a zatem może w drodze egzekucji przejść na inne osoby.
Istnieje możliwość scedowania ekspektatywy wierzytelności na inne podmioty (umowa przyrzeczona zbywalna).
W języku staropolskim „ekspektatywa” znaczy tyle, co „nadzieja”, „widok na przyszłość”. Tak nazywano też pismo królewskie przyrzekające nadanie godności lub stanowisk w razie wakatu. Prawo od 1717 roku zabraniało wydawania takich pism.